# Перегрини
Перегрини (на латински: peregrinus – чужденец) е клас правен статут (гражданство) на жители на Древен Рим.
Статут на перегрини отначало имат всички свободни, но без римско гражданство, жители на империята, предимно в завладените от Рим територии. Отначало това са жителите на съюзническите на Рим страни, а по-късно и на завладените от Рим градове на Средиземноморието, т.е. латините преди Съюзническата война (91 – 88 пр.н.е.) и провинциалите. След Латинската война от 340 – 338 г. пр.н.е. на някои от Перегрините се дава Латинско гражданство. След Едикта на Каракала от 212 г. (с който на всички свободни жители на провинциите се дава Римско гражданство) броя на Перегрините рязко намалява. При Юстиниан I със статут на Перегрини са само жителите на най-далечните части на Римската империя.
Перегрините са били лишени от правото на съдебен процес според ius civile, но са имали правото да влизат в юридически взаимоотношения с римските граждани, т.е. имали са базовите права на ius gentium. По този начин перегрините имали юридически статут, какъвто нямали чужденците (варварите). Освен това, в частно-правните отношения помежду си те продължавали да се ползват от националното си право. Когато се съдели помежду си, съдът се е ръководел от справедливост и здрав разум (на латински: Ex aequo et bono)
Съдилищата, разглеждащи спорове между Римски граждани и Перегрини, са следвали разпоредбите на римското право.

### Антична
- Bible New Testament (late 1st century)
- Dio Cassius History of Rome (early 3rd century)
- Pliny the Younger Epistulae (early 2nd century)
- Tacitus Historiae (late 1st century)

### Съвременна
- Brunt, P. A. (1971) Italian Manpower
- Burton, G. (1987) Government and the Provinces in J. Wacher ed. The Roman World Vol I
- Duncan-Jones, Richard (1990) The Roman Economy
- Duncan-Jones, Richard (1994) Money & Government in the Roman Empire
- Goldsworthy, Adrian (2005) The Complete Roman Army
- Hassall, Mark (1987) Romans and non-Romans in J. Wacher ed. The Roman World Vol II
- Mattingly, David (2006) An Imperial Possession: Britain in the Roman Empire
- Scheidel, Walter (2006) Population & Demography (Princeton-Stanford Working Papers in Classics)
- Thompson, D.J. (1987) Imperial Estates in J. Wacher ed. The Roman World Vol II

|  | Тази страница частично или изцяло представлява превод на страницата „Перегрины“ в Уикипедия на руски. Оригиналният текст, както и този превод, са защитени от Лиценза „Криейтив Комънс – Признание – Споделяне на споделеното“, а за съдържание, създадено преди юни 2009 година – от Лиценза за свободна документация на ГНУ. Прегледайте историята на редакциите на оригиналната страница, както и на преводната страница, за да видите списъка на съавторите. ВАЖНО: Този шаблон се отнася единствено до авторските права върху съдържанието на статията. Добавянето му не отменя изискването да се посочват конкретни източници на твърденията, които да бъдат благонадеждни. |